# Cissus ruginosicarpa
Cissus ruginosicarpa är en vinväxtart som beskrevs av Descoings. Cissus ruginosicarpa ingår i släktet Cissus och familjen vinväxter. Inga underarter finns listade i Catalogue of Life.